# کارائیتیوو (امپرا)
کارائیتیوو (به لاتین: Karaitivu) یک منطقهٔ مسکونی در سری‌لانکا است که در ناحیه امپرا واقع شده‌است.